# Tramlijn Van Ewijcksluis - Schagen
De tramlijn Van Ewijcksluis - Schagen is een voormalige streektramlijn in de provincie Noord-Holland. De tramlijn verbond het dorp Van Ewijcksluis aan de Waddenzee met Schagen.
De normaalsporige tramlijn van Schagen via Wieringerwaard naar Van Ewijcksluis werd geopend op 1 maart 1912. Zij was eigendom van de Spoor- (Tram-)weg Wieringen - Schagen te Wieringerwaard, en werd geëxploiteerd door de HSM, die deze lijn als stoomtramlijn exploiteerde, via de reeds bestaande tramlijn Schagen - Barsingerhorn, deel van de lijn naar Wognum. De baanlengte van de hele lijn Van Ewijcksluis - Schagen was 15,2 km. In Van Ewijcksluis gaf de tram aansluiting op de veerdienst naar het eiland Wieringen. Deze werd onderhouden door de Postboot Wieringen. Op 1 januari 1935 werd de lijn gesloten en vervolgens opgebroken. 